# Metapenaeopsis tarawensis
Metapenaeopsis tarawensis är en kräftdjursart som beskrevs av Racek och Dall 1965. Metapenaeopsis tarawensis ingår i släktet Metapenaeopsis och familjen Penaeidae. Inga underarter finns listade i Catalogue of Life.